# Bathyascus vermisporus
Bathyascus vermisporus är en svampart som beskrevs av Kohlm. 1977. Bathyascus vermisporus ingår i släktet Bathyascus och familjen Halosphaeriaceae.   Inga underarter finns listade i Catalogue of Life.